# Байсал, Дениз
Дени́з Байса́л Юртджу́ (тур. Deniz Baysal Yurtcu; род. 5 апреля 1991, Каршияка, Измир) — турецкая актриса

 театра, кино и телевидения.

## Ранние годы
Дениз Байсал родилась 5 апреля 1991 года в Каршияке (район Измира, Турция) в семье Мимара Хюсню Байсала и Джанан Иве, и выросла там же вместе со своей сестрой Гюнеш. Родители Байсал развелись, когда ей было пять лет. Она окончила Анатолийскую среднюю школу лейтенанта Али Рызы Акынджы и факультет международной торговли Университета Джеляла Баяра. До того, как впервые появиться на экране, Байсал проработала в муниципальном театре Каршияки десять лет, выступала в качестве клоуна в детских спектаклях.

## Карьера
В 2011 году Байсал впервые появилась на экране, сыграв роли в телесериалах «Глубокие воды» и «Бесконечная песня». Она стала известна после исполнения роли Караджи Йылмаз в телесериале «Любовь. Хлеб. Мечты» (2013) и роли Каинат Генджер в телесериале «Сбежавшие невесты» (2014—2015). В 2015 году сыграла роли Алары Корель и Мелек Йылмаз в телесериале «Ложь во спасение».
С 2017 по 2018 год Байсал играла главную роль Хазан Чамкыран в телесериале «Госпожа Фазилет и её дочери», за которую получила Молодёжную премию Турции в номинации «Лучшая телевизионная актриса» в 2018 году. С 2018 по 2019 год она играла главную роль прокурора Дерьи Думансыз в телесериале «Обещание». С 2021 по год играла главную роль Зехры Балабан в телесериале «Разведка».

## Личная жизнь
В 2016 году Байсал начала встречаться с солистом рок-группы Kolpa Барышем Юртджу. 6 сентября 2019 года они поженились.

## Фильмография
| Год       |    | Русское название             | Оригинальное название    | Роль                        |
| --------- | -- | ---------------------------- | ------------------------ | --------------------------- |
| 2011      | с  | Бесконечная песня            | Bitmeyen Şarkı           |                             |
| 2011      | с  | Глубокие воды                | Derin Sular              | Нисан                       |
| 2012      | с  | Затерянный город             | Kayıp Şehir              | Шехназ                      |
| 2012      | с  | Отцы и сыновья               | Babalar ve Evlatlar      |                             |
| 2013      | с  | Любовь. Хлеб. Мечты          | Aşk Ekmek Hayaller       | Караджа Йылмаз              |
| 2014—2015 | с  | Сбежавшие невесты            | Kaçak Gelinler           | Каинат Генджер              |
| 2015      | с  | Ложь во спасение             | Beyaz Yalan              | Алара Корель / Мелек Йылмаз |
| 2015      | с  | Когда жизнь не покидает тело | Can Bedenden Çıkmayınca  | Эйлем                       |
| 2016      | ф  | Левая полоса                 | Sol Şerit                | Ясемин                      |
| 2016      | с  | Любовь на крыльях птицы      | Sevda Kuşun Kanadında    | Тюмай Эрбай                 |
| 2016      | с  | Сердце ветра                 | Rüzgarın Kalbi           | Зейнеп                      |
| 2017      | тф | Бамсы Бейрек                 | Bamsı Beyrek             | Бану Чичек                  |
| 2017—2018 | с  | Госпожа Фазилет и её дочери  | Fazilet Hanım ve Kızları | Хазан Чамкыран              |
| 2018—2019 | с  | Обещание                     | Söz                      | прокурор Дерья Думансыз     |
| 2019      | ф  | Чудо в камере № 7            | 7. Koğuştaki Mucize      | учительница Мине            |
| 2020      | с  | Горничные                    | Hizmetçiler              | Эла Сёнмез                  |
| 2021—2023 | с  | Разведка                     | Teşkilat                 | Зехра Балабан               |
| 2022      | с  | Побег                        | Kaçış                    | Эльвин                      |
| 2023      | с  | Какие корабли я сожгла       | Ne Gemiler Yaktım        | Ясемин                      |